# نورمان هيوز
نورمان هيوز (بالإنجليزية: Norman Hughes)‏ هو لاعب هوكي الحقل بريطاني، ولد في 30 سبتمبر 1952 في Nantwich ‏ في المملكة المتحدة.

## وصلات خارجية
- نورمان هيوز على موقع اللجنة الأولمبية الدولية (الإنجليزية)
- نورمان هيوز على موقع أوليمبيديا (الإنجليزية)